# ترمودینامیک غیرتعادلی
ترمودینامیک غیرتعادلی(به انگلیسی: Non-equilibrium thermodynamics) شاخه ای از علم ترمودینامیک است که به بررسی پدیده های که در آن تعادل ترمودینامیکی برقرار نیست می پردازد.عمده پدیده های طبیعی دارای تعادل ترمودینامیکی نیستند.